# Équipe de Belgique de football aux Jeux olympiques d'été de 1924
L'équipe de Belgique de football participe à son 3e tournoi de football aux Jeux olympiques lors de l'édition de 1924 qui se déroule à Paris, en France, du 25 mai 1924 au 9 juin 1924. L'équipe belge ne peut rééditer son exploit de quatre ans plus tôt et se fait éliminer directement dès son entrée en lice, en huitièmes de finale par une défaite cuisante (8-1) face à la Suède.

## Tour préliminaire
La Belgique est automatiquement qualifiée pour les huitièmes de finale en tant que vainqueur sortant.

## Huitièmes de finale
| 29 mai 1924 | Suède                                                              | 8 - 1 | Belgique   | Stade olympique, Colombes                          |                                                    |
| 16:00       | Kock 8e 24e 77e · Rydell 20e 61e 83e · Brommesson 30e · Keller 46e |       | Larnoe 67e | Spectateurs : 8 532 Arbitrage : Heinrich Retschury | Spectateurs : 8 532 Arbitrage : Heinrich Retschury |
| 16:00       | (Rapport)                                                          |       |            | Spectateurs : 8 532 Arbitrage : Heinrich Retschury | Spectateurs : 8 532 Arbitrage : Heinrich Retschury |

## Effectif
Sélectionneur : William Maxwell 
| Joueur               | Date de naissance/âge | Poste          | Club                        |
| Désiré Bastin        | 4 mars 1900           | Avant gauche   | Royal Antwerp FC            |
| Robert Coppée        | 23 avril 1895         | Inter droit    | Royale Union Saint-Gilloise |
| Jean De Bie          | 9 mai 1892            | Gardien de but | Racing Club Bruxelles       |
| François Demol       | 19 août 1895          | Arrière gauche | Royale Union Saint-Gilloise |
| Georges De Spae      | 30 septembre 1900     | ?              | KAA La Gantoise             |
| André Fierens        | 8 février 1898        | Demi-centre    | Beerschot AC                |
| Maurice Gillis       | 6 novembre 1897       | Inter gauche   | Standard de Liège           |
| Laurent Grimmonprez  | 14 décembre 1902      | ?              | RC de Gand                  |
| Émile Hanse          | 10 août 1892          | ?              | Royale Union Saint-Gilloise |
| Albert Henderickx    | ?                     | ?              | Beerschot AC                |
| Victor Houet         | 2 septembre 1900      | Demi-centre    | Tilleur FC                  |
| Henri Larnoe         | 18 mai 1897           | Avant centre   | Beerschot AC                |
| Fernand Lorphèvre    | ?                     | ?              | White Star AC               |
| Joseph Musch         | 12 octobre 1893       | ?              | Royale Union Saint-Gilloise |
| Joseph Paty          | ?                     | Gardien de but | Standard de Liège           |
| Gustaaf Pelsmaeker   | 15 novembre 1899      | Demi-droit     | Beerschot AC                |
| Achille Schelstraete | 31 janvier 1897       | Demi-gauche    | Cercle Bruges KSV           |
| Armand Swartenbroeks | 30 juin 1892          | Arrière gauche | Daring Club Bruxelles       |
| Ivan Thys            | 29 avril 1897         | ?              | Beerschot AC                |
| Florimond Vanhalme   | 21 mars 1895          | ?              | Cercle Bruges KSV           |
| Louis Van Hege       | 8 mai 1889            | Avant droit    | Royale Union Saint-Gilloise |
| Oscar Verbeeck       | 6 juin 1891           | Arrière gauche | Royale Union Saint-Gilloise |